# Segona Guerra Cimarrón
La Segona Guerra Cimarrón (1795-1796) fou un conflicte bèl·lic que va durar 8 mesos entre els cimarrons jamaicans de l'actual Parròquia de Trelawny i el govern britànic de Jamaica. Les altres comunitats de cimarrons jamaicans no van prendre part en aquesta revolta i el tractat que havien firmat després de la Primera Guerra Cimarrón continuava vigent per a ells. Un article del diari Independent Newspaper del 21 de novembre de 2012 titulat Duke Vin the Soundman who brought Sound Systems to Britain indica que el tractat es va mantenir; s'hi afirma que a finals dels anys seixanta, Duke Vin fou enviat a la presó i en el seu alliberament es va posar en marxa un procés legal contra l'Agència Tributària per a la devolució dels seus impostos sota els termes d'aquest tractat que els donava dret a la seva exempció. Jamaica es va independitzar a principis de la dècada de 1960 però l'Order in Council (la Constitució de Jamaica) de 1962 no anul·lava el tractat i per això els cimarrons en l'actualitat afirmen que el tractat fou un "pacte de sang" i que no es pot anul·lar.

## Context i principi de la guerra
Alguns cimarrons es van sentir defraudats del Tractat que va signar Cudjoe el 1739 per part dels cimarrons i que va posar fi a la Primera Guerra Cimarrón. L'espurna de la guerra va ser quan dos cimarrons van ser assotats per un esclau negre perquè havien robat dos porcs. Quan sis cimarrons van anar a queixar-se als britànics, aquests els van empresonar. La lluita va començar a mitjans d'agost de 1795.

## La Segona Guerra Cimarrón
La guerra va durar 5 mesos de batalles sagnants. Les tropes britàniques tenien 5.000 soldats i eren 10 contra 1 combatent cimarrón (500). Tot i aquests superioritat, la guerra de guerrilles que practicaven els cimarrons, juntament amb l'orografia muntanyosa i el coneixement del poder van ajudar a la seva resistència. Els cimarrons es van rendir el desembre de 1795. A més a més, els britànics també van lluitar amb l'ajuda de gossos bloodhound importats de Cuba.

## Final de la guerra i les seves conseqüències
El desembre de 1795 el general major Georbe Walpole i els líders cimarrons van signar un tractat de pau que els cimarrons haurien de demanar de genolls el perdó al rei i retornar tots els esclaus fugitius; a més a més, havien de ser reubicats en un altre lloc de Jamaica. El governador de Jamaica va ratificar el tractat però només va donar tres dies perquè els cimarrons demanessin perdó. La majoria dels cimarrons, però, no es van rendir fins a mitjans de març. Els britànics ho van utilitzar com a pretext per a deportar-los a Nova Escòcia, al Canadà. Després d'uns pocs anys que van viure a allà, foren deportats de nou a la colònia britànica de Sierra Leone, a l'Àfrica Occidental.